# Ubrogepant
Ubrogepant es un medicamento indicado en el tratamiento de la migraña, es un antagonista del receptor del péptido relacionado con el gen de la calcitonina (CGRP). Fue aprobado por la Administración de Alimentos y Medicamentos de Estados Unidos en 2019. Se administra por vía oral. 

## Indicaciones
Está indicado en el tratamiento de la crisis de migraña con o sin aura. No está indicado como tratamiento preventivo.

## Efectos secundarios
Los efectos secundarios observados con más frecuencia son náuseas, cansancio y sequedad de boca.